# Назаренко, Владимир Афанасьевич
Владимир Афанасьевич Назаренко (1906, Берислав — 7 июля 1971, Херсон) — командир роты 77-го стрелкового полка 80-й стрелковой дивизии 13-й армии Северо-Западного фронта, лейтенант. Герой Советского Союза.

## Биография
Родился в 1906 году в селе Берислав, ныне город Херсонской области, в крестьянской семье. Украинец. Окончил 6 классов и курсы механизаторов. Работал трактористом.
В Красной Армии в 1928—1930 годах и с 1939 года. Участник советско-финской войны 1939—1940 годов. Командир роты 77-го стрелкового полка лейтенант Владимир Назаренко в бою на Карельском перешейке, отбив несколько атак противника, 4 марта 1940 года в критический момент боя поднял бойцов в контратаку и уничтожил врага. Был ранен, попал в окружение, но вышел из вражеского кольца.
Указом Президиума Верховного Совета СССР от 7 апреля 1940 года «за образцовое выполнение боевых заданий командования на фронте борьбы с финской белогвардейщиной и проявленные при этом отвагу и геройство» лейтенанту Назаренко Владимиру Афанасьевичу присвоено звание Героя Советского Союза с вручением ордена Ленина и медали «Золотая Звезда».
Работал в райкоме партии в Бериславе, затем в райисполкоме. Умер 7 июля 1971 года. Похоронен в Херсоне.
Награждён орденом Ленина, медалями. В городе Новороссийск Краснодарского края на здании школы, в которой учился Герой, установлена мемориальная доска.